# Necyria lindigii
Necyria lindigii är en fjärilsart som beskrevs av Felder 1862. Necyria lindigii ingår i släktet Necyria och familjen Riodinidae. Inga underarter finns listade i Catalogue of Life.